# Joe Hall
Joe Beasman Hall (Cynthiana, 30 novembre 1928 – Lexington, 15 gennaio 2022) è stato un cestista e allenatore di pallacanestro statunitense.

## Carriera
Da allenatore vinse il  Campionato NCAA nel 1978 e il National Invitation Tournament nel 1976 alla guida dei Kentucky Wildcats, squadra con cui aveva già conquistato il titolo da giocatore nel 1949.
Nel 1951, prima di intraprendere la carriera di allenatore, giocò con gli Harlem Globetrotters.

## Palmarès
- Campione NCAA: 1949 (giocatore); 1978 (allenatore)
- Campione NIT (1976) (allenatore)